# Omar Salim
Omar Gergely Salim (Carson, Estados Unidos, 12 de abril de 2003) es un deportista húngaro que compite en taekwondo. Su padre, Gergely Salim, compitió en el mismo deporte.
Ganó una medalla de oro en el Campeonato Mundial de Taekwondo de 2022 y tres medallas de oro en el Campeonato Europeo de Taekwondo entre los años 2021 y 2024.
Participó en los Juegos Olímpicos de Tokio 2020, ocupando el quinto lugar en la categoría de –58 kg.

## Palmarés internacional
| Campeonato Mundial | Campeonato Mundial       | Campeonato Mundial | Campeonato Mundial |
| Año                | Lugar                    | Medalla            | Categoría          |
| ------------------ | ------------------------ | ------------------ | ------------------ |
| 2022               | Guadalajara (México)     | Medalla de oro     | –54 kg             |
| Campeonato Europeo |                          |                    |                    |
| Año                | Lugar                    | Medalla            | Categoría          |
| 2021               | Sofía (Bulgaria)         | Medalla de oro     | –54 kg             |
| 2022               | Mánchester (Reino Unido) | Medalla de oro     | –54 kg             |
| 2024               | Belgrado (Serbia)        | Medalla de oro     | –63 kg             |